# Den’entoshi-lijn
De Den’entoshi-lijn (東急東横線, 東急田園都市線, Tōkyū Den'entoshi-sen) is een spoorlijn tussen de steden Shibuya en Yamato in Japan. De lijn maakt deel uit van het netwerk van het particuliere spoorbedrijf Tokyu in de regio Groot-Tokio.

## Geschiedenis
Het eerste gedeelte werd in 1907 geopend door de Tamagawa Electric Railway (玉川電気鉄道 Tamagawa Denki Tetsudō, "Tamaden"), als de Tamagawa-lijn (niet te verwarren met de hedendaagse Tamagawa-lijn van Tokyu) tussen Shibuya en wat nu Futako-Tamagawa is met 1,372 mm spoor. Een zijtak van  Sangen-Jaya naar Shimo-Takaido werd geopend in 1925 en werd gesplitst in 1969 tot de Setagaya-lijn.
In 1953 kwam de president van de Tokyu Groep Keita Gotō met het zuidwestelijke gebiedsontwikkelingsplan. Hij voorzag een nieuwe spoorlijn en snelweg (nu bekend als de Tomei-autosnelweg) en grote, schone huizen voor pendelaars die in Tokio werkten.
In 2003 gingen enkele treinen doorrijden over de Isesaki-lijn en de Nikkō-lijn van Tōbu naar Oshiage.
Tokyu heeft tussen Futako-Tamagawa naar Mizonokuchi de lijn verdubbeld naar viersporen: de meeste treinen van de Ōimachi-lijn rijden op dit gedeelte van de lijn door tot aan Mizonokuchi.

## Treindiensten
- Kyūkō (急行, intercity)
- Junkyū (準急, sneltrein)
- Kakueki-teisha (各駅停車, stoptrein) stopt op elk station.

## Stations
| Station          | Japans       | Verbindingen | Wijk       | Stad     | Prefectuur |
| ---------------- | ------------ | --- | ---------- | -------- | ---------- |
| Shibuya          | 渋谷         | JR East: Yamanote-lijn, Saikyo-lijn, Shonan Shinjuku-lijn Keio: Inokashira-lijn Tokyu: Tōyoko-lijn Tokyo Metro: Ginza-lijn, Hanzōmon-lijn, Fukutoshin-lijn | Shibuya    | Shibuya  | Tokyo      |
| Ikejiri-Ōhashi   | 池尻大橋     | | Setagaya   | Setagaya | Tokyo      |
| Sangen-Jaya      | 三軒茶屋     | Tokyu: Setagaya-lijn | Setagaya   | Setagaya | Tokyo      |
| Komazawa-Daigaku | 駒沢大学     | | Setagaya   | Setagaya | Tokyo      |
| Sakura-shimmachi | 桜新町       | | Setagaya   | Setagaya | Tokyo      |
| Yōga             | 用賀         | | Setagaya   | Setagaya | Tokyo      |
| Futako-Tamagawa  | 二子玉川     | Tokyu: Ōimachi-lijn | Setagaya   | Setagaya | Tokyo      |
| Futako-Shinchi   | 二子新地     | | Takatsu-ku | Kawasaki | Kanagawa   |
| Takatsu          | 高津         | | Takatsu-ku | Kawasaki | Kanagawa   |
| Mizonokuchi      | 溝の口       | JR East: Nambu-lijn | Takatsu-ku | Kawasaki | Kanagawa   |
| Kajigaya         | 梶が谷       | | Takatsu-ku | Kawasaki | Kanagawa   |
| Miyazakidai      | 宮崎台       | | Miyamae-ku | Kawasaki | Kanagawa   |
| Miyamaedaira     | 宮前平       | | Miyamae-ku | Kawasaki | Kanagawa   |
| Saginuma         | 鷺沼         | | Miyamae-ku | Kawasaki | Kanagawa   |
| Tama-Plaza       | たまプラーザ | | Aoba-ku    | Yokohama | Kanagawa   |
| Azamino          | あざみ野     | Metro van Yokohama: Blauwe lijn | Aoba-ku    | Yokohama | Kanagawa   |
| Eda              | 江田         | | Aoba-ku    | Yokohama | Kanagawa   |
| Ichigao          | 市が尾       | | Aoba-ku    | Yokohama | Kanagawa   |
| Fujigaoka        | 藤が丘       | | Aoba-ku    | Yokohama | Kanagawa   |
| Aobadai          | 青葉台       | | Aoba-ku    | Yokohama | Kanagawa   |
| Tana             | 田奈         | | Aoba-ku    | Yokohama | Kanagawa   |
| Nagatsuta        | 長津田       | JR East: Yokohama-lijn Yokohama Minatomirai Railway: Kodomonokuni-lijn                                                                                     | Midori-ku  | Yokohama | Kanagawa   |
| Tsukushino       | つくし野     | | Machida    | Machida  | Tokio      |
| Suzukakedai      | すずかけ台   | | Machida    | Machida  | Tokio      |
| Minami-Machida   | 南町田       | | Machida    | Machida  | Tokio      |
| Tsukimino        | つきみ野     | | Yamato     | Yamato   | Kanagawa   |
| Chūō-Rinkan      | 中央林間     | Odakyu: Enoshima-lijn | Yamato     | Yamato   | Kanagawa   |